# 陈田水库
陈田水库是中国福建省泉州市惠安县境内的一座水库，位于菱溪上，建于1973年。水库正常库容为2093万立方米，集雨面积为29平方千米，海拔为210.8米。